# Campeonato Europeu de Atletismo em Pista Coberta de 2021 - Pentatlo feminino
A prova do pentatlo feminino do Campeonato Europeu de Atletismo em Pista Coberta de 2021 foi disputada no dia 5 de março de 2021 na Arena Toruń, em Toruń, na Polónia.

## Recordes
Antes desta competição, os recordes mundiais e do campeonato nesta prova eram os seguintes:
|                       | Nome                      | Nacionalidade | Pontos   | Local    | Data               |
| --------------------- | ------------------------- | ------------- | -------- | -------- | ------------------ |
| Recorde mundial       | Natallia Dobrynska        | Ucrânia       | 5013 pts | Istambul | 9 de março de 2012 |
| Recorde do campeonato | Katarina Johnson-Thompson | Reino Unido   | 5000 pts | Praga    | 6 de março de 2015 |
| Recorde europeu       | Natallia Dobrynska        | Ucrânia       | 5013 pts | Istambul | 9 de março de 2012 |

## Medalhistas
| Ouro                   | Prata            | Bronze              |
| Nafissatou Thiam (BEL) | Noor Vidts (BEL) | Xénia Krizsán (HUN) |

## Cronograma
Todos os horários são locais (UTC+1).
| Data       | Hora  | Evento                  |
| ---------- | ----- | ----------------------- |
| 5 de março | 10:00 | 60 metros com barreiras |
| 5 de março | 10:52 | Salto em altura         |
| 5 de março | 13:05 | Arremesso de peso       |
| 5 de março | 19:00 | Salto em distância      |
| 5 de março | 20:45 | 800 metros              |

## Resultados

### 60 metros com barreiras
A prova foi realizada às 10:00 no dia 5 de março.
| Posição | Bateria | Raia | Atleta           | Nacionalidade | Tempo | Notas                | Pontos |
| ------- | ------- | ---- | ---------------- | ------------- | ----- | -------------------- | ------ |
| 1       | 2       | 8    | Holly Mills      | Reino Unido   | 8.22  |                      | 1079   |
| 2       | 2       | 5    | Annik Kälin      | Suíça         | 8.23  |                      | 1077   |
| 3       | 2       | 4    | Xénia Krizsán    | Hungria       | 8.27  | Recorde pessoal      | 1068   |
| 4       | 2       | 6    | Noor Vidts       | Bélgica       | 8.27  | Recorde pessoal      | 1068   |
| 5       | 1       | 5    | Nafissatou Thiam | Bélgica       | 8.31  | Recorde da temporada | 1059   |
| 6       | 2       | 3    | María Vicente    | Espanha       | 8.31  |                      | 1059   |
| 7       | 1       | 7    | Ivona Dadic      | Áustria       | 8.38  | Recorde da temporada | 1044   |
| 8       | 1       | 3    | Rita Nemes       | Hungria       | 8.47  |                      | 1024   |
| 9       | 1       | 6    | Nadine Broersen  | Países Baixos | 8.48  |                      | 1021   |
| 10      | 1       | 4    | Adrianna Sułek   | Polónia       | 8.51  |                      | 1015   |
| 11      | 2       | 7    | Célia Perron     | França        | 8.57  |                      | 1002   |
| 12      | 1       | 8    | Paulina Ligarska | Polónia       | 8.67  |                      | 980    |

### Salto em altura
A prova foi realizada às 10:52 no dia 5 de março.
| Posição | Atleta           | Nacionalidade | 1.65 | 1.68 | 1.71 | 1.74 | 1.77 | 1.80 | 1.83 | 1.86 | 1.89 | 1.92 | Resultado | Pontos | Notas                | Total |
| ------- | ---------------- | ------------- | ---- | ---- | ---- | ---- | ---- | ---- | ---- | ---- | ---- | ---- | --------- | ------ | -------------------- | ----- |
| 1       | Nafissatou Thiam | Bélgica       | –    | –    | –    | –    | –    | o    | –    | xo   | xo   | xxx  | 1.89      | 1093   | Recorde da temporada | 2152  |
| 2       | Noor Vidts       | Bélgica       | –    | o    | o    | xo   | o    | xxo  | o    | xxx  |      |      | 1.83      | 1016   | Recorde da temporada | 2084  |
| 3       | Paulina Ligarska | Polónia       | –    | o    | o    | o    | o    | xo   | xxx  |      |      |      | 1.80      | 978    | =                    | 1958  |
| 4       | Adrianna Sułek   | Polónia       | –    | o    | o    | o    | o    | xxx  |      |      |      |      | 1.77      | 941    |                      | 1956  |
| 5       | Rita Nemes       | Hungria       | o    | o    | o    | xo   | o    | xxx  |      |      |      |      | 1.77      | 941    |                      | 1965  |
| 5       | María Vicente    | Espanha       | o    | o    | o    | xo   | o    | xxx  |      |      |      |      | 1.77      | 941    | Recorde da temporada | 2000  |
| 7       | Xénia Krizsán    | Hungria       | o    | o    | o    | o    | xo   | xxr  |      |      |      |      | 1.77      | 941    | Recorde da temporada | 2009  |
| 8       | Nadine Broersen  | Países Baixos | –    | –    | –    | xo   | xo   | xxx  |      |      |      |      | 1.77      | 941    |                      | 1962  |
| 9       | Ivona Dadic      | Áustria       | –    | xxo  | o    | o    | xxo  | xxx  |      |      |      |      | 1.77      | 941    | Recorde da temporada | 1985  |
| 10      | Holly Mills      | Reino Unido   | o    | o    | xo   | xo   | xxx  |      |      |      |      |      | 1.74      | 903    | Recorde da temporada | 1982  |
| 11      | Célia Perron     | França        | –    | o    | xo   | xxx  |      |      |      |      |      |      | 1.71      | 867    |                      | 1869  |
| –       | Annik Kälin      | Suíça         | DNS  | DNS  | DNS  | DNS  | DNS  | DNS  | DNS  | DNS  | DNS  | DNS  | DNS       | DNS    | DNS                  | DNS   |

### Arremesso de peso
A prova foi realizada às 13:05 no dia 5 de março.
| Posição | Atleta           | Nacionalidade | #1    | #2    | #3    | Resultado | Notas | Pontos               | Total |
| ------- | ---------------- | ------------- | ----- | ----- | ----- | --------- | ----- | -------------------- | ----- |
| 1       | Nafissatou Thiam | Bélgica       | 14.17 | 15.16 | 15.06 | 15.16     | 872   | Recorde da temporada | 3024  |
| 2       | Xénia Krizsán    | Hungria       | 14.23 | 14.34 | 14.48 | 14.48     | 826   | Recorde pessoal      | 2835  |
| 3       | Nadine Broersen  | Países Baixos | 13.93 | 14.04 | x     | 14.04     | 797   |                      | 2759  |
| 4       | Noor Vidts       | Bélgica       | 12.64 | 13.45 | 13.83 | 13.83     | 783   | Recorde da temporada | 2867  |
| 5       | Rita Nemes       | Hungria       | x     | 11.69 | 13.72 | 13.72     | 775   |                      | 2740  |
| 6       | Ivona Dadic      | Áustria       | 13.43 | x     | 13.67 | 13.67     | 772   |                      | 2757  |
| 7       | Paulina Ligarska | Polónia       | 13.05 | 13.59 | 11.41 | 13.59     | 767   |                      | 2725  |
| 8       | Holly Mills      | Reino Unido   | 12.45 | 13.22 | 12.60 | 13.22     | 742   |                      | 2724  |
| 9       | Adrianna Sułek   | Polónia       | 12.24 | 12.53 | 12.47 | 12.53     | 696   |                      | 2652  |
| 10      | María Vicente    | Espanha       | 11.55 | 12.35 | 12.40 | 12.40     | 688   |                      | 2688  |
| 11      | Célia Perron     | França        | 11.17 | 11.22 | 11.73 | 11.73     | 643   |                      | 2512  |
| –       | Annik Kälin      | Suíça         | DNS   | DNS   | DNS   | DNS       | DNS   | DNS                  | DNS   |

### Salto em distância
A prova foi realizada às 19:00 no dia 5 de março.
| Posição | Atleta           | Nacionalidade | #1   | #2   | #3   | Resultado | Notas | Pontos               | Total |
| ------- | ---------------- | ------------- | ---- | ---- | ---- | --------- | ----- | -------------------- | ----- |
| 1       | Nafissatou Thiam | Bélgica       | x    | 6.60 | 6.54 | 6.60      | 1040  | Recorde da temporada | 4064  |
| 2       | Noor Vidts       | Bélgica       | 6.47 | 6.33 | 4.39 | 6.47      | 997   | Recorde pessoal      | 3864  |
| 3       | Ivona Dadic      | Áustria       | 6.24 | x    | 6.30 | 6.30      | 943   | Recorde da temporada | 3700  |
| 4       | Célia Perron     | França        | 5.71 | 6.15 | 5.91 | 6.15      | 896   | =                    | 3408  |
| 5       | Paulina Ligarska | Polónia       | 6.03 | 6.14 | 6.07 | 6.14      | 893   | Recorde pessoal      | 3618  |
| 6       | Holly Mills      | Reino Unido   | 6.10 | 6.09 | 6.08 | 6.10      | 880   | Recorde pessoal      | 3604  |
| 7       | Xénia Krizsán    | Hungria       | 6.10 | 5.94 | x    | 6.10      | 880   | Recorde pessoal      | 3715  |
| 8       | Rita Nemes       | Hungria       | 5.97 | x    | x    | 5.97      | 840   |                      | 3580  |
| 9       | Adrianna Sułek   | Polónia       | 5.52 | 5.80 | 5.72 | 5.80      | 789   |                      | 3441  |
| –       | Nadine Broersen  | Países Baixos | x    | x    | x    | NM        | 0     |                      | 2759  |
| –       | María Vicente    | Espanha       | x    | x    | x    | NM        | 0     |                      | 2688  |
| –       | Annik Kälin      | Suíça         | DNS  | DNS  | DNS  | DNS       | DNS   | DNS                  | DNS   |

### 800 metros
A prova foi realizada às 20:45 no dia 5 de março.
| Posição | Atleta           | Nacionalidade | Tempo   | Notas                | Pontos | Total |
| ------- | ---------------- | ------------- | ------- | -------------------- | ------ | ----- |
| 1       | Xénia Krizsán    | Hungria       | 2:12.49 |                      | 929    | 4644  |
| 2       | Noor Vidts       | Bélgica       | 2:12.59 | Recorde pessoal      | 927    | 4791  |
| 3       | Holly Mills      | Reino Unido   | 2:13.59 |                      | 913    | 4517  |
| 4       | Rita Nemes       | Hungria       | 2:14.04 |                      | 906    | 4486  |
| 5       | Célia Perron     | França        | 2:14.32 |                      | 902    | 4310  |
| 6       | Ivona Dadic      | Áustria       | 2:15.41 | Recorde da temporada | 887    | 4587  |
| 7       | Paulina Ligarska | Polónia       | 2:16.88 | Recorde pessoal      | 866    | 4484  |
| 8       | Nafissatou Thiam | Bélgica       | 2:18.80 | Recorde pessoal      | 840    | 4904  |
| 9       | Nadine Broersen  | Países Baixos | 2:21.97 |                      | 797    | 3556  |
| 10      | Adrianna Sułek   | Polónia       | 2:22.52 |                      | 790    | 4231  |
| 11      | María Vicente    | Espanha       | DNS     |                      | 0      | DNF   |

## Classificação final
A classificação final foi a seguinte.
| Colocação         | Atleta           | Nacionalidade | 60 m C/B  | SA        | AP        | SD        | 800 m       | Total | Notas                |
| ----------------- | ---------------- | ------------- | --------- | --------- | --------- | --------- | ----------- | ----- | -------------------- |
| Medalha de ouro   | Nafissatou Thiam | Bélgica       | 1059 8.31 | 1093 1.89 | 872 15.16 | 1040 6.60 | 840 2:18.80 | 4904  | ,                    |
| Medalha de prata  | Noor Vidts       | Bélgica       | 1068 8.27 | 1016 1.83 | 783 13.83 | 997 6.47  | 927 2:12.59 | 4791  | Recorde pessoal      |
| Medalha de bronze | Xénia Krizsán    | Hungria       | 1068 8.27 | 941 1.77  | 826 14.48 | 880 6.10  | 929 2:12.49 | 4644  | Recorde pessoal      |
| 4                 | Ivona Dadic      | Áustria       | 1044 8.38 | 941 1.77  | 772 13.67 | 943 6.30  | 887 2:15.41 | 4587  | Recorde da temporada |
| 5                 | Holly Mills      | Reino Unido   | 1079 8.22 | 903 1.74  | 742 13.22 | 880 6.10  | 913 2:13.59 | 4517  |                      |
| 6                 | Rita Nemes       | Hungria       | 1024 8.47 | 941 1.77  | 775 13.72 | 840 5.97  | 906 2:14.04 | 4486  |                      |
| 7                 | Paulina Ligarska | Polónia       | 980 8.67  | 978 1.80  | 767 13.59 | 893 6.14  | 866 2:16.88 | 4484  | Recorde pessoal      |
| 8                 | Célia Perron     | França        | 1002 8.57 | 867 1.71  | 643 11.73 | 896 6.15  | 902 2:14.32 | 4310  |                      |
| 9                 | Adrianna Sułek   | Polónia       | 1015 8.51 | 941 1.77  | 696 12.53 | 789 5.80  | 790 2:22.52 | 4231  |                      |
| 10                | Nadine Broersen  | Países Baixos | 1021 8.48 | 941 1.77  | 797 14.04 | 0 NM      | 797 2:21.97 | 3556  |                      |
| 11                | María Vicente    | Espanha       | 1059 8.31 | 941 1.77  | 688 12.40 | 0 NM      | DNS         | DNF   |                      |
| 11                | Annik Kälin      | Suíça         | 1077 8.23 | DNS       | DNS       | DNS       | DNS         | DNF   |                      |

Legenda
| Recorde mundial       | Recorde mundial (World record)               |                       | Recorde africano                      | Recorde africano (African) |                                           | Q | Classificado por posição (Qualified) |
| Recorde do campeonato | Recorde do campeonato (Championship record)  | Recorde da América    | Recorde da América (Americas)         | q                          | Classificado por melhor tempo (Qualified) |   |                                      |
| Melhor marca do ano   | Melhor marca do ano (World leading)          | Recorde asiático      | Recorde asiático (Asian)              | DNS                        | Não largou (Did not start)                |   |                                      |
| Recorde nacional      | Recorde nacional (National record)           | Recorde europeu       | Recorde europeu (European)            | DNF                        | Não terminou (Did not finish)             |   |                                      |
| Recorde pessoal       | Recorde pessoal do atleta (Personal best)    | Recorde da Oceania    | Recorde da Oceania (Oceania)          | DSQ / DQ                   | Desclassificado (Disqualified)            |   |                                      |
| Recorde da temporada  | Recorde da temporada do atleta (Season best) | Recorde sul-americano | Recorde sul-americano (South America) | NM                         | Sem marca (No mark)                       |   |                                      |